# Misumenops zeugma
Misumenops zeugma là một loài nhện trong họ Thomisidae.
Loài này thuộc chi Misumenops. Misumenops zeugma được Cândido Firmino de Mello-Leitão miêu tả năm 1929.